# Andromeda (schwedische Band)
Andromeda ist eine schwedische Progressive-Metal-Band.

## Geschichte
Erste Spuren der Band lassen sich in das Jahr 1999 zurückverfolgen. Damals sandte Johan Reinholdz ein Demo mit dem Namen „Welcome to Forever“ an das Label War-Records. Um diese Zeit starteten die Proben zum folgenden Album „Extension of the Wish“. Damals spielte Gert Daun den Bass.
Im März 2000 begann eine Produktion unter dem Produzenten Daniel Bergstrand und dem angeheuerten Sänger Lawrence Mackrory. Später im Jahr 2000 war das Line-Up komplett, als David einstieg. Nach etwa einem Monat Studioarbeit war das Album fertig, stand jedoch erst im folgenden Jahr in den Geschäften. Die harte und melodiöse Progressive-Metal-Art lenkte schnell das Interesse von Zuhörern und Zeitungen auf die Band.
2001 arbeitete die Band am Folgealbum „II=I“, das im August fertiggestellt wurde. Dieses Album war komplexer und mehr gesangsorientiert. 2003 wurde der Bassist Gert Daun durch Fabian Gustavsson ersetzt. Im Frühjahr 2004 begannen die Aufnahmen zum Album „Chimera“.

## Diskografie
- 2001: Extension of the Wish
- 2003: II=I (Two is One)
- 2004: Extension of the Wish - Final Extension
- 2006: Chimera
- 2007: Playing Off the Board (Live-DVD)
- 2008: The Immunity Zone
- 2009: Playing Off the Board (Live-Album)
- 2011: Manifest Tyranny